# Lucius Iulius Ursus Servianus

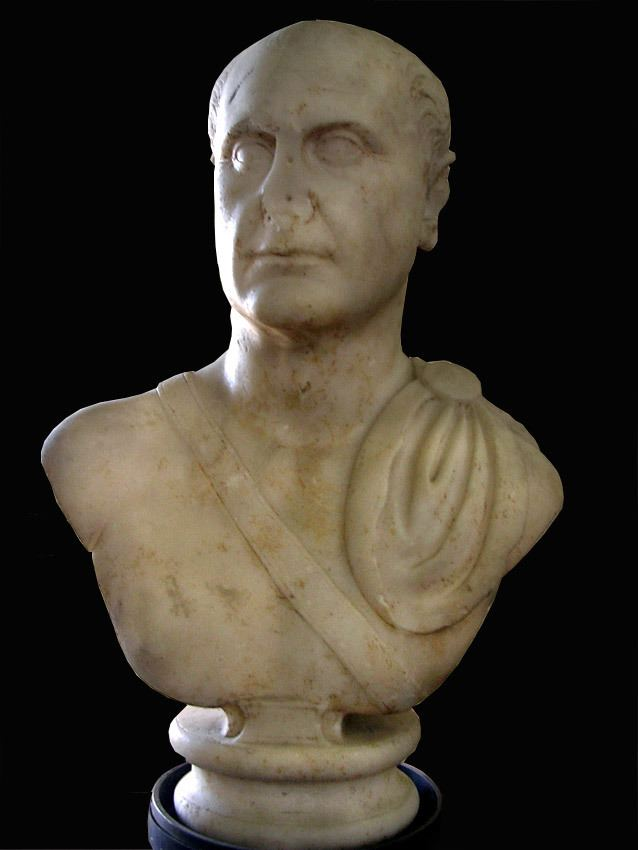
Lucius Iulius Ursus Servianus (Büste: Rom, Vatikanische Museen)

Lucius Iulius Ursus Servianus (* um 47; † 136) war ein Politiker und Senator der römischen Kaiserzeit. Während seiner langen politischen Karriere war er dreimal Konsul.
Servianus stammte wohl aus der Gallia Narbonensis. Als Servius Iulius Servianus geboren, wurde er vor 102 von den dreimaligen Konsul Lucius Iulius Ursus adoptiert. Über Servianus’ Jugend und den Beginn seiner Laufbahn ist kaum etwas bekannt. Er war wohl unter Kaiser Domitian im Jahr 90 Suffektkonsul und wurde 98 Nachfolger des neuen Kaisers Trajan als Statthalter von Obergermanien. Für seinen Einsatz im Ersten Dakerkrieg Trajans erhielt er 102 ein zweites Konsulat, diesmal als ordentlicher Konsul gemeinsam mit Lucius Licinius Sura. Servianus war mit einer Schwester des späteren Kaisers Hadrian, Domitia Paulina, verheiratet. Servianus überzeugte Trajan, dem jüngeren Plinius, mit dem Servianus befreundet war, das Dreikindrecht zu gewähren, das den Zugang zu öffentlichen Ämtern erleichterte und mit einer Steuerermäßigung verbunden war. 
Hadrian gewährte seinem mittlerweile über achtzigjährigen Schwager im Jahr 134 die besondere Ehre eines dritten Konsulats, die in den drei Jahrzehnten zuvor nur Lucius Licinius Sura und Marcus Annius Verus, dem Großvater des späteren Kaisers Mark Aurel, zuteilgeworden war. Bereits zwei Jahre später fiel er aber in Ungnade. Der stets misstrauische Kaiser verdächtigte den greisen Servianus, gemeinsam mit seinem Enkel Gnaeus Pedanius Fuscus Salinator Hadrians designierten Nachfolger Lucius Aelius Caesar ausschalten zu wollen. Angeblich strebte Pedanius Fuscus, der als Hadrians Großneffe dessen nächster lebender männlicher Verwandter war, selbst die Kaiserwürde an. Hadrian griff hart durch, um jegliche Opposition gegen Lucius Aelius bereits im Keim zu ersticken: Lucius Iulius Ursus Servianus, der seine Unschuld beteuerte, und sein Enkel wurden noch im Jahr 136 hingerichtet.